# Mutumba
Mutumba è un comune del Burundi situato nella provincia di Karuzi con 41.476 abitanti (censimento 2008).

## Geografia antropica

### Suddivisioni amministrative
Il comune è suddiviso in 12 colline.